# يوداميد
يوداميد (بالإنجليزية: Iodamide)‏ هو جُزيء يُستخدم مادة تباين.